# 인플루엔자 (영화)
인플루엔자(Influenza)는 봉준호 감독의 디지털 영화이다. 전주국제영화제의 디지털 삼인삼색 프로젝트를 통해 제작을 지원받았다.

## 출연

### 주연
- 윤제문
- 고수희
- 박진우